# Dichoropetalum
Dichoropetalum is een geslacht uit de schermbloemenfamilie (Apiaceae). De soorten uit het geslacht komen voor van Europa tot in Afghanistan en in Noordwest-Afrika.

## Soorten
- Dichoropetalum achaicum (Halácsy) Pimenov & Kljuykov
- Dichoropetalum alanyensis Bilgili, Sağıroğlu & H.Duman
- Dichoropetalum alpigenum (Boiss.) Pimenov & Kljuykov
- Dichoropetalum alpinum Fenzl
- Dichoropetalum aromaticum (Rech.f.) Pimenov & Kljuykov
- Dichoropetalum aureum (Boiss. & Balansa) Pimenov & Kljuykov
- Dichoropetalum bupleuroides Pimenov & Kljuykov
- Dichoropetalum carvifolia (Vill.) Pimenov & Kljuykov - karwijvarkenskervel
- Dichoropetalum caucasicum (M.Bieb.) Soldano, Galasso & Banfi
- Dichoropetalum chryseum (Boiss. & Heldr.) Pimenov & Kljuykov
- Dichoropetalum depauperatum (Boiss. & Balansa) Pimenov & Kljuykov
- Dichoropetalum golestanicum (Rech.f.) Pimenov & Kljuykov
- Dichoropetalum graminifolium (Boiss.) Pimenov & Kljuykov
- Dichoropetalum isauricum (Parolly & Nordt) Pimenov & Kljuykov
- Dichoropetalum junceum (Boiss.) Pimenov & Kljuykov
- Dichoropetalum kittaniae (Yıld.) Hand
- Dichoropetalum knappii (Bornm.) Kljuykov
- Dichoropetalum kyriakae (Hadjik. & Alziar) Hand & Hadjik.
- Dichoropetalum lavrentiadis (Strid & Papan.) Pimenov & Kljuykov
- Dichoropetalum longibracteolatum (Parolly & Nordt) Pimenov & Kljuykov
- Dichoropetalum minutifolium (Janka) Pimenov & Kljuykov
- Dichoropetalum munbyi (Boiss.) Pimenov & Kljuykov
- Dichoropetalum oligophyllum (Griseb.) Pimenov & Kljuykov
- Dichoropetalum palimbioides (Boiss.) Pimenov & Kljuykov
- Dichoropetalum paucijugum (DC.) Pimenov & Kljuykov
- Dichoropetalum platycarpum (Boiss.) Pimenov & Kljuykov
- Dichoropetalum pschawicum (Boiss.) Pimenov & Kljuykov
- Dichoropetalum ramosissimum (Mozaff.) Pimenov & Kljuykov
- Dichoropetalum schottii (Besser ex DC.) Pimenov & Kljuykov
- Dichoropetalum scoparium (Boiss.) Pimenov & Kljuykov
- Dichoropetalum seseloides (C.A.Mey.) Pimenov & Kljuykov
- Dichoropetalum stridii (Hartvig) Pimenov & Kljuykov
- Dichoropetalum viarium Lyskov & Kljuykov
- Dichoropetalum vittijugum (Boiss.) Pimenov & Kljuykov
- Dichoropetalum vuralii Özbek & Arslan

## Hybriden
- Dichoropetalum × zirnichii (Cohrs) Reduron

... · 
Aciphylla · 
Actinotus · 
Aegopodium · 
Aethusa · 
Ammi (Akkerscherm) · 
Anethum · 
Angelica (Engelwortel) · 
Anisotome · 
Anthriscus (Kervel) · 
Apium (Moerasscherm) · 
Artedia · 
Astrantia (Sterrenscherm) · 
Athamanta · 
Azorella · 
Berula · 
Bifora · 
Bunium · 
Bupleurum (Goudscherm) · 
Carum (Karwij) · 
Caucalis · 
Chaerophyllum (Ribzaad) · 
Cicuta · 
Conium · 
Conopodium · 
Coriandrum · 
Crithmum · 
Cuminum · 
Daucus · 
Eryngium (Kruisdistel) · 
Falcaria · 
Ferula · 
Foeniculum · 
Heracleum (Berenklauw) · 
Levisticum · 
Myrrhis · 
Oenanthe (Torkruid) · 
Orlaya · 
Pastinaca (Pastinaak) · 
Petroselinum (Peterselie) · 
Peucedanum (Varkenskervel) · 
Pimpinella (Bevernel) · 
Pycnocycla ·
Sanicula · 
Scandix · 
Selinum · 
Silaum · 
Sium · 
Smyrnium (Zwarte kervel) · 
Steganotaenia · 
Thapsia · 
Thaspium · 
Thecocarpus · 
Tiedemannia · 
Tilingia · 
Torilis (Doornzaad) · 
Xanthosia · 
...